# Mungo ESK
Mungo ESK (Einsatzfahrzeug Spezialisierte Kräfte) je njemačko oklopno višenamjensko transportno vozilo, koje je moguće transportirati zrakoplovom. Namijenjeno je specijalnim postrojbama. Napravljeno je na podvozju Multicar M30/FUMO kamiona, a proizvodi ga Krauss-Maffei Wegmann i Rheinmetall. Isporuka 396 Mungosa njemačkoj vojsci započela je 2005. godine.
Njemačka vojska planira naručiti još 441 Mungo ESK do 2011. godine. U 2007. svi Mungosi njemačke vojske su poslani u misiju ISAF su povučeni natrag, zato što se nisu pokazali dobri na cestama i terenskim uvjetima u Afganistanu. 2008., problem je riješen i Mungosi su natrag poslani Afganistan. 19. svibnja 2009. Njemačka vojska je naručila prototip i 25 serijskim Mungosa s NBC (nuklearnom, biološkom i kemijskom) zaštitom.

### Unutarnje poveznice
- Fennek
- ATF Dingo

### Zajednički poslužitelj
|  | Zajednički poslužitelj ima stranicu o temi Mungo ESK    |
|  | Zajednički poslužitelj ima još gradiva o temi Mungo ESK |

## Vanjske poveznice
- Mungo na službenoj stranici proizvođača KMW  Arhivirana inačica izvorne stranice od 23. listopada 2008. (Wayback Machine)
- Mungo na službenoj stranici Njemačke vojske